# テンプスタッフ・ピープル
テンプスタッフ・ピープル株式会社（英語名:Tempstaff People）は、かつて存在した総合人材サービス会社。元ピープルスタッフ株式会社。名古屋市に本社を置き東海地方で知名度が高かった。派遣登録スタッフ数14万人（2008年3月末現在）。
2008年（平成20年）10月テンプスタッフ（現・パーソルテンプスタッフ）と共に共同持株会社テンプホールディングス（現・パーソルホールディングス）を設立し同社の傘下となった。2009年（平成21年）4月にはテンプスタッフ・ピープルに商号を変更した。2016年（平成28年）7月にテンプスタッフに吸収合併され、テンプスタッフ中部営業本部となる。

## 事業内容
- 一般派遣事業
- 有料職業紹介事業
- 教育・研修サービス事業
- アウトソーシング事業

## 拠点
本社、名古屋駅登録センター（ミッドランドスクエア）、藤が丘、一宮、小牧、知多半田、刈谷、豊田、岡崎、豊橋、岐阜、美濃加茂、四日市、津、浜松、掛川、静岡、富士、沼津

## 沿革
- 1983年（昭和58年）3月 - 日本ウーマンスタッフ名古屋株式会社として営業開始[1]。
- 1985年（昭和60年）3月 - ウーマンスタッフ株式会社に改称[1]。
- 1986年（昭和61年）7月 - 労働者派遣法施行に伴い一般労働者派遣事業許可取得[1]。
- 1997年（平成9年）2月 - 関係会社ピープルリソース株式会社営業開始[1]。
- 1998年（平成10年）9月 - ピープルスタッフ株式会社に社名変更[1]。ピープルリソース株式会社を吸収合併し東京支店とする[1]。
- 1999年（平成11年）12月 - 介護サービス事業開始[1]。
- 2000年（平成12年）3月 - JOBSTOREサービス開始[1]。
- 2001年（平成13年）1月 - CAD事業開始[1]。
- 2001年（平成13年）3月 - プライバシーマーク取得[1]。
- 2002年（平成14年）9月 - ジャスダック上場[1]。
- 2004年（平成16年）1月 - 川商スタッフサービス株式会社を100%子会社化[1]。ISO 14001取得。
- 2004年（平成16年）2月 - 東京支店を丸の内ビルディングに移転。
- 2004年（平成16年）4月 - 製造事業開始[1]。
- 2004年（平成16年）10月 - マーケティング事業開始[1]。
- 2005年（平成17年）3月 - テクニカルセンター開設[1]。
- 2006年（平成18年）1月 - ISMS取得。
- 2006年（平成18年）2月 - 川商スタッフサービス株式会社を吸収合併[1]。ロボット派遣サービスを開始[1]。
- 2006年（平成18年）4月 - 流通サービス拡大。
- 2006年（平成18年）11月 - ミッドランドスクエア支店開設。
- 2008年（平成20年）4月 - テンプスタッフ株式会社との共同持株会社設立、経営統合を発表。
- 2008年（平成20年）10月 - テンプホールディングスを設立[1]。
- 2009年（平成21年）4月 - テンプスタッフ・ピープル株式会社に社名変更[1]。
- 2010年（平成22年）10月 - テンプスタッフマーケティング株式会社の東海地域事業を統合[3]。
- 2014年（平成26年）10月 - 2013年（平成25年）4月にグループ会社となった株式会社インテリジェンス（現・パーソルキャリア株式会社）から中部地方の機電職種を除く派遣事業を譲り受ける[4]。
- 2016年（平成28年）7月 - テンプスタッフに吸収合併され解散。テンプスタッフ中部営業本部となる。